# Čelje
Čelje este o localitate din comuna Ilirska Bistrica, Slovenia, cu o populație de 64 de locuitori.